# Semiothisa uniformis
Semiothisa uniformis är en fjärilsart som beskrevs av W. Warren 1899. Semiothisa uniformis ingår i släktet Semiothisa och familjen mätare. Inga underarter finns listade i Catalogue of Life.